# Libertango
Libertango (рус. либертанго) — композиция в стиле новое танго композитора Астора Пьяццоллы, записанная и изданная в 1974 году в Милане. Название дано от слияния слов «свобода» (исп. libertad) и «танго» (символизирует переход Пьяццоллы от классического танго в танго нуэво).
По данным All Music Guide запись разошлась более, чем на 50 релизах.
В качестве основы композиция использована в песне Грейс Джонс «I’ve Seen That Face Before (Libertango)», так же в «Jungle Tango» Jazz Mandolin Project и «Moi je suis tango» Ги Маршана, французского музыканта.

## Исполнения
Само либертанго стало для Пьяццоллы неким заявлением, символом его перехода от классического танго к нуэво. Композиция была написана в Милане в 1974 году.
В 1997 году ирландская фолк-певица Шэрон Шеннон записала версию либертанго для своего третьего альбома под названием Each Little Thing. Запись с вокалом Кирсти МакКолл вышла под названием «MacColl» в 2001 году в альбоме The One and Only после трагической гибели исполнительницы. В 2005 году Шеннон переиздала композицию, ставшую главным треком её альбома.
Американский виолончелист китайского происхождения Йо-Йо Ма в 1997 выпустил альбом Soul of the Tango: The Music of Astor Piazzolla, посвященный Астору Пьяццолле. Первым и одним из самых известных треков стало Libertango..
В 2002 году композицию исполнил австралийско-британский струнный квартет Bond в своем втором альбоме «Shine».
Композиция «Libertango» (Piazzolla) появилась в альбоме The Grande Passion (2000) Эла Ди Меолы.. Ещё один гитарист-виртуоз Роман Мирошниченко выпустил собственную версию либертанго в альбоме Surreal. Сербский исполнитель на гитаре Милош Карадаглич представил либертанго в альбоме Latino, выпустив клип.
В 2017 году либертанго в совместном концертном альбоме Live In Montreal исполнили японская джазовая пианистка Хироми и колумбийский арфист Эдмар Кастанеда..
Либертанго входит в репертуар хорватского виолончелиста Степана Хаузера, который исполняет композицию как лично, так и в дуэте с латвийской аккордеонисткой Ксенией Сидоровой.
Совместно либертанго исполняли Петр Дранга и скрипач Дмитрий Коган.
Акапелла-версию либертанго исполнил вокальный септет The Swingle Singers.

## Кино
Впервые мелодия прозвучала в фильме Жака Риветта «Северный мост» (1981).
Это произведение использовал также и Роман Полански в своем фильме «Неистовый» (1988).
В аниме «Принц тенниса» Атобэ Кейго и Гэнъитиро Санада исполняли эту композицию, поэтому в фандоме их часто называют «Парой Танго».
Либертанго вошло в саундтрек кинофильма «Урок Танго» британского режиссёра Салли Поттер.

## Спорт
Программы под либертанго в разные годы катали:
- Оксана Грищук/Евгений Платов
- Албена Денкова/Максим Ставиский
- Томаш Вернер
- Кристина Гао
- Юлия Себестьен
- Ксения Макарова
- Шон Сойер
- Евгения Медведева[14]